# Palla medica

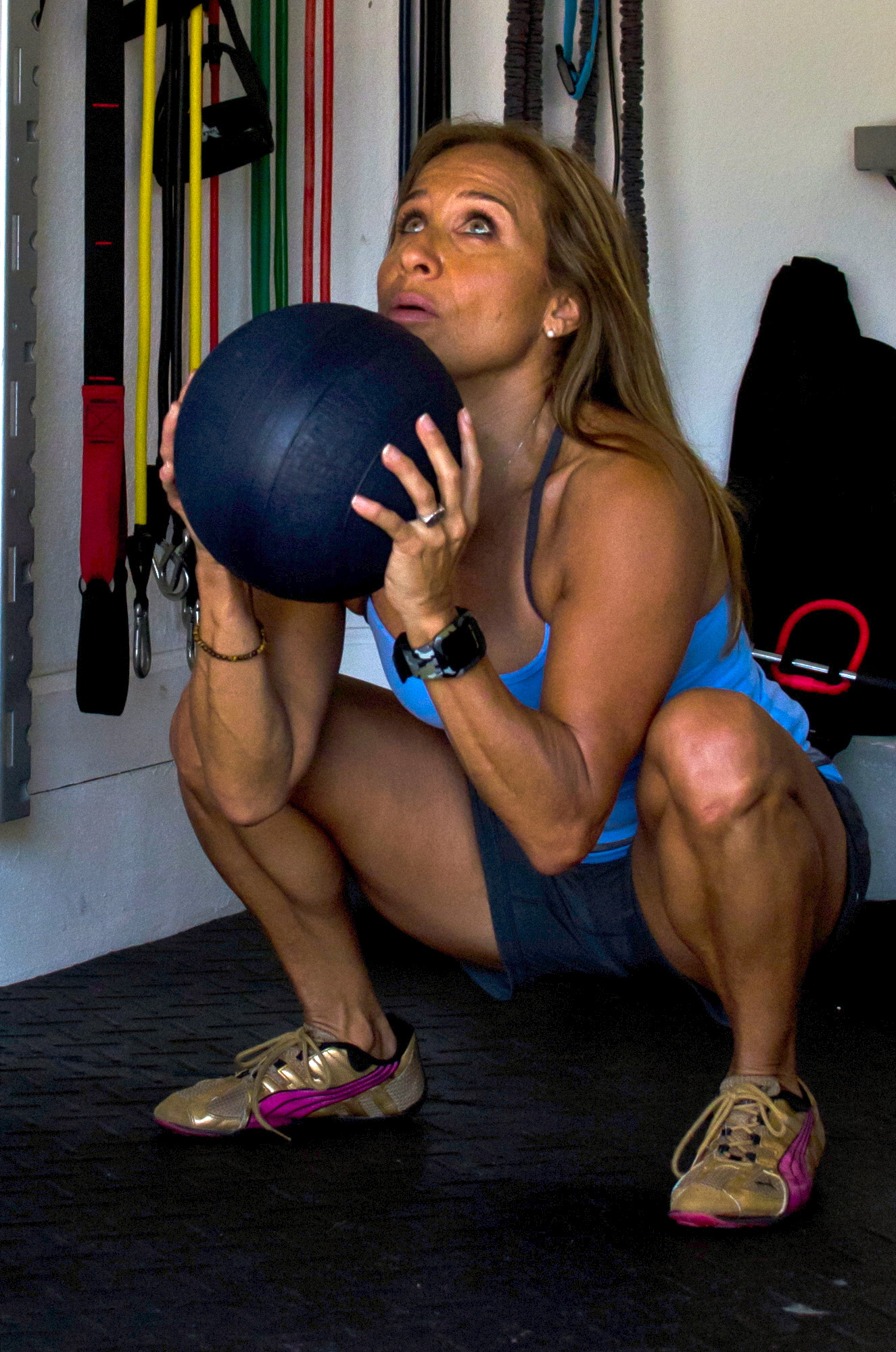
Esercizio con palla medica

La palla medica è un attrezzo realizzato in vinile o in pelle e riempito di sabbia, molto utilizzato in fisioterapia per la riabilitazione e in vari sport (pallavolo, calcio e rugby, per esempio), sia per potenziare la muscolatura, che per migliorare movimenti, resistenza, forza e velocità. La palla è costruita in modo da non sgonfiarsi e da non recare danni al suo lancio; ha solitamente un diametro di 35 cm  e un peso superiore o uguale ad 1 kg.

## Storia
Messo a punto dallo statunistense Robert Jenkins Roberts Jr. nel 1866, questo attrezzo vanta antichissime origini: Ippocrate utilizzava già circa 2000 anni fa sacchetti di pelle animale riempiti con sabbia per aiutare a guarire i pazienti dagli infortuni e l'uso di un oggetto simile è attribuile in Persia verso il 1705.
Per tenere in forma il presidente statunitense Herbet Hoover fu inventato dal suo medico personale Joel T. Boone l'hooverball, sport molto simile alla pallavolo che utilizza la palla medica. Questo sport spopolò anche fra i membri dell'allora gabinetto presidenziale, così da meritarsi l'appellativo di Medicine Ball Cabinet (Gabinetto della Palla Medica).

## Particolari tipi di palle mediche
Oltre alle palle mediche classiche, esistono anche delle particolari varianti: 
- palla medica con maniglie: molto ergonomica e utile a far lavorare pettorali, addominali e spalle;
- le tornado ball: dotate di un foro centrale in cui vi è inserita una corda, sono utilizzate per migliorare il core nelle arti marziali, i movimenti del tennis e la rotazione delle spalle;
- slam ball: costruita in pvc e usata in sport di combattimento come le arti marziali miste;
- FluiBall: riempita non di sabbia, ma di un liquido per non oltre il 55% del volume[3].